# Porta Diana
La porta Diana è una porta cittadina di Volterra collocata a nord rispetto alla città, oltrepassato il cimitero cittadino, sul versante in direzione della Valdelsa.

## Storia e descrizione
Risalente al III - II secolo a.C., fa parte della cinta muraria in panchina della città, edificata originariamente dagli Etruschi.
Proseguendo oltre la porta Diana si accede alla necropoli (area di sepoltura della Volterra ellenistica). Di questa porta rimangono soltanto gli stipiti, la copertura doveva essere in legno.